# Dancing Backward in High Heels
Dancing Backward in High Heels es el quinto álbum de estudio de la banda estadounidense de hard rock New York Dolls, publicado a través de 429 Records el 15 de marzo de 2011. La producción corrió a cargo de Jason Hill.

## Canciones
1. "Fool for You Baby (Dom Dom Dippy)" - (con David Johansen/Jason Hill/Sylvain Sylvain)
2. "Streetcake" - (con David Johansen/Frank Infante/Jason Hill/Sylvain Sylvain/Brian Delaney)
3. "I'm so Fabulous" - (con David Johansen/Frank Infante/Sylvain Sylvain/Brian Delaney)
4. "Talk to Me Baby" - (con David Johansen/Frank Infante/Jason Hill/Jamie Toms/Tess Hirst/Stephanie Clift/Nubiya Brandon/Sylvain Sylvain/Brian Delaney)
5. "Kids Like You" - (con David Johansen/Frank Infante/Sylvain Sylvain/Brian Delaney)
6. "Round and Round She Goes" - (con David Johansen/Frank Infante/Jamie Toms/Sylvain Sylvain/Brian Delaney)
7. "You Don't Have to Cry" - (con David Johansen/Jason Hill/Alastair Lord/Hanna Want/Hanna Duff/Matthew Kibble/Sylvain Sylvain/Brian Delaney)
8. "I Sold My Heart to the Junkman" - (con David Johansen/Frank Infante/Jason Hill/Alex Leathard/Alastair Lord/Jamie Toms/Hannah Want/Hanna Duff/Tess Hirst/Stephanie Clift/Nubiya Brandon/Sylvain Sylvain)
9. "Baby, Tell Me What I'm On" - (con David Johansen/Frank Infante/Jason Hill/Jamie Toms/Sylvain Sylvain)
10. "Funky But Chic" - (con David Johansen/Frank Infante/Alex Leathard/Alastair Lord/Jamie Toms/Tess Hirst/Stephanie Clift/Nubiya Brandon/Mara Hennessey/Sylvain Sylvain/Brian Delaney)
11. "End of the Summer" - (con David Johansen/Frank Infante/Jason Hill/Adam Sinclair/Anna Victoria Best/Stephanie Clift/Nina McDonnell/Newcastle Dolls/Mara Hennessey/Sylvain Sylvain/Brian Delaney)

## Personal
- David Johansen – voz
- Sylvain Sylvain – guitarra, voz
- Frank Infante – guitarra
- Jason Hill - bajo, voz
- Brian Delaney - batería